# Kirkland (Lancashire)
Kirkland – wieś i civil parish w Anglii, w Lancashire, w dystrykcie Wyre. W 2011 civil parish liczyła 314 mieszkańców. Kirkland było Kirkelund w 1246, Kyrkelund w 1254, Kyrkelond w 1292, Kyrkeland w 1331.